# Sara Hutinski
Sara Hutinski (Destrnik, 20 giugno 1991) è una pallavolista slovena.
Gioca nel ruolo di centrale nell'Alba-Blaj.

## Carriera
La carriera di Sara Hutinski inizia nel Branik, in 1. DOL slovena, nella stagione 2007-08: resta legata al club per sei stagioni, vincendo quattro scudetti e tre Coppe di Slovenia; fa parte delle nazionali giovanili slovene, entrando in quella maggiore nel 2013.
Nella stagione 2013-14 si trasferisce nel Prostějov, militante nella Extraliga ceca, con cui si aggiudica la coppa nazionale e il campionato. Nell'annata 2014-15 si accasa alla squadra francese del Venelles, in Ligue A, stessa categoria dove milita nelle due stagioni successive con il RC Cannes, vincendo la Coppa di Francia 2016-17.
Nella stagione 2017-18 viene ingaggiata dal Filottrano, neopromossa nella Serie A1 italiana, mentre in quella successiva è all'Alba-Blaj, nella Divizia A1 rumena.

## Palmarès

### Club
- Campionato sloveno: 4

2008-09, 2010-11, 2011-12, 2012-13
- Campionato ceco: 1

2013-14
- Coppa di Slovenia: 3

2009-10, 2010-11, 2011-12
- Coppa della Repubblica Ceca: 1

2013-14
- Coppa di Francia: 1

2016-17